# História de Paulínia
A história de Paulínia, uma das cidades mais ricas do estado de São Paulo, no Brasil, começa com a ocupação do território por fazendeiros. Habitada desde tempos imemoriais por índios nômades, a região permaneceu intocada até o início da década de 1780, quando o governo português doou duas grandes sesmarias na região entre os rios Atibaia e Jaguari. Da sesmaria Morro Azul, doada em 1807, se originou a fazenda do Funil, que também abrangia terras da atual cidade de Cosmópolis. Em 1885 a fazenda São Bento, desmembrada da fazenda do Funil, foi adquirida pelo comendador Francisco de Paula Camargo, que passou a produzir café. Mais tarde, em 1903, surgiu nas proximidades da fazenda um vilarejo denominado São Bento, que se desenvolveu ao redor de uma capela em honra ao mesmo santo. A necessidade de escoar a produção de café das redondezas levou os fazendeiros a um consenso para a construção de uma ferrovia que possibilitasse o acesso das mercadorias aos portos exportadores. Em 18 de setembro de 1899 foi inaugurada a Cia. Carril Agrícola Funilense, juntamente com as estações da ferrovia. Com a instalação da Rhodia em 1942, Paulínia aumentou a arrecadação para Campinas, o que aumentou o movimento emancipatório. Enfim, em 1964, através de um plebiscito, a população aprovou a emancipação.

## Primórdios da colonização

### A ocupação da região de Campinas
Durante o século XVIII, a região de Campinas começou a ser ocupada devido à passagem das rotas bandeirantes que dirigiam-se às minas de ouro no interior do Brasil. O povoamento se iniciou mais precisamente no período entre 1739 e 1744, quando o capitão Francisco Barreto Leme do Prado chegou na então Freguesia Nossa Senhora de Conceição de Campinas.
A história de Paulínia como aglomerado urbano tem início com a doação de sesmarias pelo governo português. Na região dos rios Atibaia e Jaguari há relatos da doação de duas grandes sesmarias que se localizavam onde atualmente se encontra a cidade, uma em 1796 e outra, chamada sesmaria Morro Azul, que foi doada em 1807. Dessa última se originou as fazendas São Bento, adquirida pelo Comendador Francisco de Paula Camargo, e a do Funil. Ambas têm uma grande ligação com o surgimento da cidade de Paulínia. Oficialmente Paulínia foi fundada em 16 de julho de 1906, por José Seixas de Queiróz.
A população paulinense foi formada principalmente por imigrantes italianos, que substituíram os escravos que trabalhavam nas fazendas após a abolição da escravatura, em 1888. Atualmente a cidade é o destino de muitos imigrantes de cidades vizinhas e de outras partes do Brasil, especialmente nordestinos, que procuram melhores condições de vida.

### De pequeno bairro à elevação a distrito

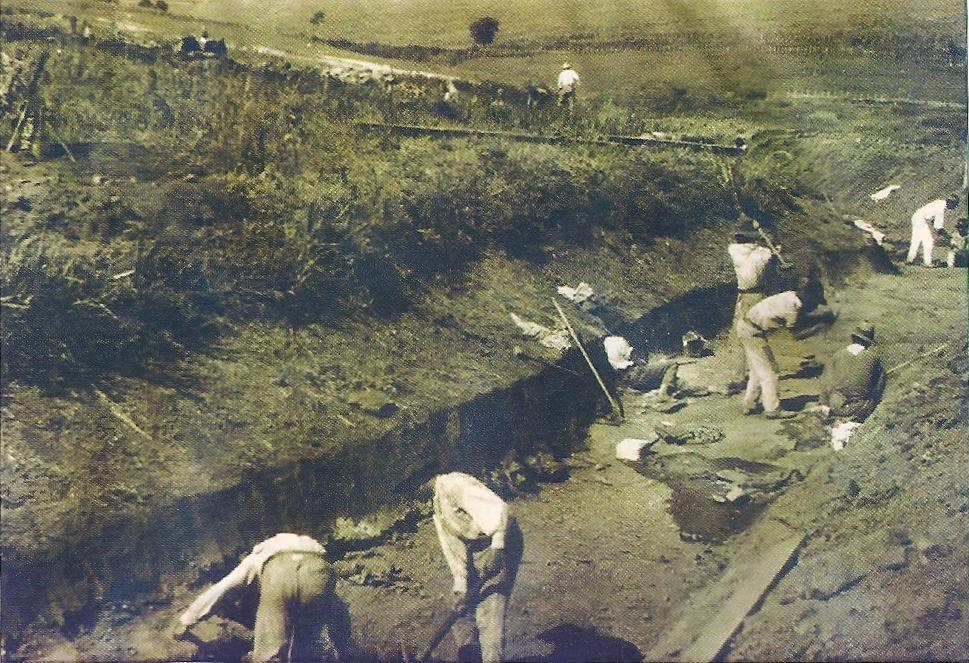
Trabalhadores das fazendas circunvizinhas abriram o caminho para a estrada de ferro.

O primeiro núcleo urbano na região de Paulínia foi um vilarejo denominado bairro São Bento. Em 1903 foi inaugurada na Fazenda São Bento uma capela em honra ao mesmo santo. Posteriormente construiu-se uma réplica dessa capela, existente até hoje. Ao redor dessa réplica começou a se desenvolver o bairro São Bento. Nessa época São Bento era um bairro periférico de Campinas.
Com o fortalecimento da cultura agrícola, os fazendeiros da região começaram a sentir dificuldades em escoar a produção devido à presença dos rios Atibaia e Jaguari, que dificultavam a sua travessia com os produtos. Nesse contexto os produtores passaram a reivindicar junto à capitania de São Paulo a construção de uma estrada de ferro que viabilizasse o transporte da produção para outros núcleos. Em 1880 foram aprovados créditos para a construção da Companhia Carril Agrícola Funilense, ligando a cidade de Campinas à região da Fazenda do Funil.
A inauguração do trecho carroçável da Estrada de Ferro Funilense, em 18 de setembro de 1899, mudou a ordem econômica do bairro São Bento. A Estação José Paulino, que recebeu esse nome em homenagem ao fazendeiro José Paulino Nogueira ,  atraiu vários comerciantes para o bairro e deu origem à Vila José Paulino, resultada do desenvolvimento do bairro São Bento. Ao redor da estação surgiu a rua do Comércio, rebatizada posteriormente como avenida José Paulino, e uma réplica da capela da fazenda São Bento, a Igreja São Bento, existente até os dias de hoje. Em 30 de novembro de 1944, através do Decreto-lei 143334, José Paulino foi elevado a distrito com o nome Paulínia.

### A emancipação
A primeira indústria a se instalar em Paulínia foi a Rhodia, em 1942. Durante anos ela foi a principal indústria de Paulínia, sendo no início voltada para a produção agroindustrial e posteriormente transformada em indústria química. Em 1968, o general Arthur Duarte Candal Fonseca, presidente da Petrobras, anunciou a construção de uma refinaria de petróleo em Paulínia. As obras se iniciaram em 28 de fevereiro de 1969, no aniversário de cinco anos de emancipação, e a refinaria foi inaugurada em 12 de maio de 1972. Estavam presentes na cerimônia o presidente do Brasil, general Emílio Garrastazu Médici, o presidente da Petrobras, Ernesto Geisel e o chefe do gabinete militar da presidência, general João Batista de Oliveira Figueiredo.
Paulínia permaneceu durante vinte anos como distrito de Campinas. Durante esse período o desenvolvimento agrícola e industrial atingia toda a região, principalmente com a instalação da Rhodia na Fazenda São Francisco em 1942. Esse fato representou o aumento da arrecadação de impostos para Campinas. Em meados dos anos 1950, um funcionário aposentado da Assembleia Legislativa de São Paulo, José Lozano Araújo, fundou a associação Amigos de Paulínia e iniciou um movimento pela emancipação de Paulínia. O movimento culminou com a realização de um plebiscito em 6 de novembro de 1963, que determinou a emancipação. Em 28 de fevereiro de 1964 foi publicada a Lei 8092, criando o município de Paulínia.
As primeiras eleições ocorreram em 7 de março de 1965, tendo sido eleito José Lozano Araújo. José Lozano fez grandes obras na cidade e foi o principal responsável pela instalação da Replan na cidade, pois doou o terreno e a isentou de impostos por vinte anos. A refinaria transformou Paulínia em um centro de atração populacional, passando de 6,9 mil habitantes em 1972 para 28.620 habitantes em 1973, triplicando o número de habitantes.

### Origem do nome Paulínia
Quando foi aceita a proposta de construção da Estrada Ferro Fulinense, várias estações foram sendo construídas na região de Campinas. As estações levavam o nome da fazenda onde estavam localizadas ou do proprietário delas: José Paulino Nogueira, Santa Genebra, entre outras. Os bairros que surgiram ao redor dessas estações passaram a serem denominados com o nome delas. Surgiu assim a vila José Paulino. No ato da elevação da Vila José Paulino a distrito, uma lei estadual proibiu localidades de terem nomes de pessoas. Assim, o nome José Paulino teria que mudar. O novo distrito passou a se chamar Paulínia, uma derivação de José Paulíno.
José Paulino nasceu no dia 13 de fevereiro de 1853 em Campinas e morreu em 1915. No fim do império, sendo membro do Partido Republicano, elegeu-se vereador em Campinas, com Júlio de Mesquita e Salvador Penteado. Em março de 1889 ocorreu um surto de febre amarela em Campinas. José Paulino foi uma das poucas autoridades que não abandonaram a cidade. Ele combateu a doença e passou a ser querido pelos campineiros.

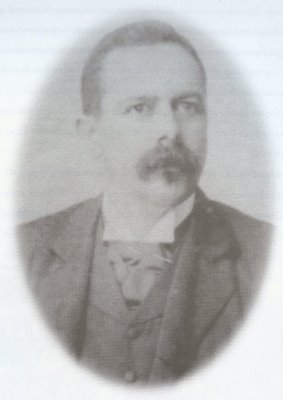
José Paulino Nogueira, homem que deu origem ao nome de Paulínia.

Em São Paulo, José Paulino Nogueira foi presidente do Banco Comercial de São Paulo e da Companhia Mogiana de Estradas de Ferro. A rua José Paulino, no Bom Retiro, famosa como endereço de comércio popular, recebeu esse nome em homenagam a ele. 
No fim do século XIX, José Paulino e seus irmãos passaram a desbravar a Fazenda do Funil, entre Paulínia e Cosmópolis. Com a construção da Estrada de Ferro Funilense, foi construída uma estação no atual centro de Paulínia, que passou a ser denominada José Paulino. O pequeno bairro de São Bento cresceu ao redor da estação e passou a ser conhecido como José Paulino. Devido à lei que proibiu nomes de pessoas em localidades no ato de sua elevação a distrito, José Paulino passou a ser denominado Paulínia.

## Cultura e sociedade na vila e no distrito

### Esportes
Quando Paulínia era distrito, o futebol era um dos esportes mais populares. Havia torneios entre vários times amadores e muitas vezes times de Paulínia representavam o município de Campinas em competições pelo estado de São Paulo. Um deles era o Sodinha Futebol Clube, um dos mais tradicionais. Posteriormente a escolinha Infantil Paulinense passou a ser um importante centro de formação de jogadores no distrito e no município, como o goleiro Alexandre Fávaro Correia, que atualmente está no Paysandu Sport Club. Em 1918 foi inaugurada a sede e o campo de futebol da Associação Esportiva Paulinense, um dos principais clubes esportivos da cidade atualmente.
Antes da emancipação era comum os jogos de bocha, esporte que consiste em lançar bochas (bolas) e situá-las o mais perto possível de um bolim (bola pequena), previamente lançado. O adversário por sua vez, tentará situar as suas bolas mais perto ainda do bolim, ou remover as bolas dos seus oponentes. Legado dos imigrantes italianos, havia vários campos para a prática desse esporte anexos a bares e outros pontos de encontro, onde geralmente ocorria o bate-fundo, onde 16 duplas competiam numa mesma partida. Atualmente esse esporte não é muito popular, e é praticado quase exclusivamente por descendentes de italianos.

## Primeiros anos como município
Em 1956, José Lozano Araújo, um funcionário aposentado da Assembleia Legislativa de São Paulo, fundou a ONG Amigos de Paulínia, reunindo os mais antigos moradores do distrito, e que objetivava iniciar o movimento pela emancipação política de Paulínia. Em 6 de novembro de 1963 ocorreu o primeiro plebiscito em relação ao assunto, dando autonomia à localidade. A decisão dos moradores foi confirmada em 28 de fevereiro de 1964, quando foi publicada no Diário Oficial do Estado de São Paulo a Lei 8092, que cria o município de Paulínia.

### Esportes e cultura

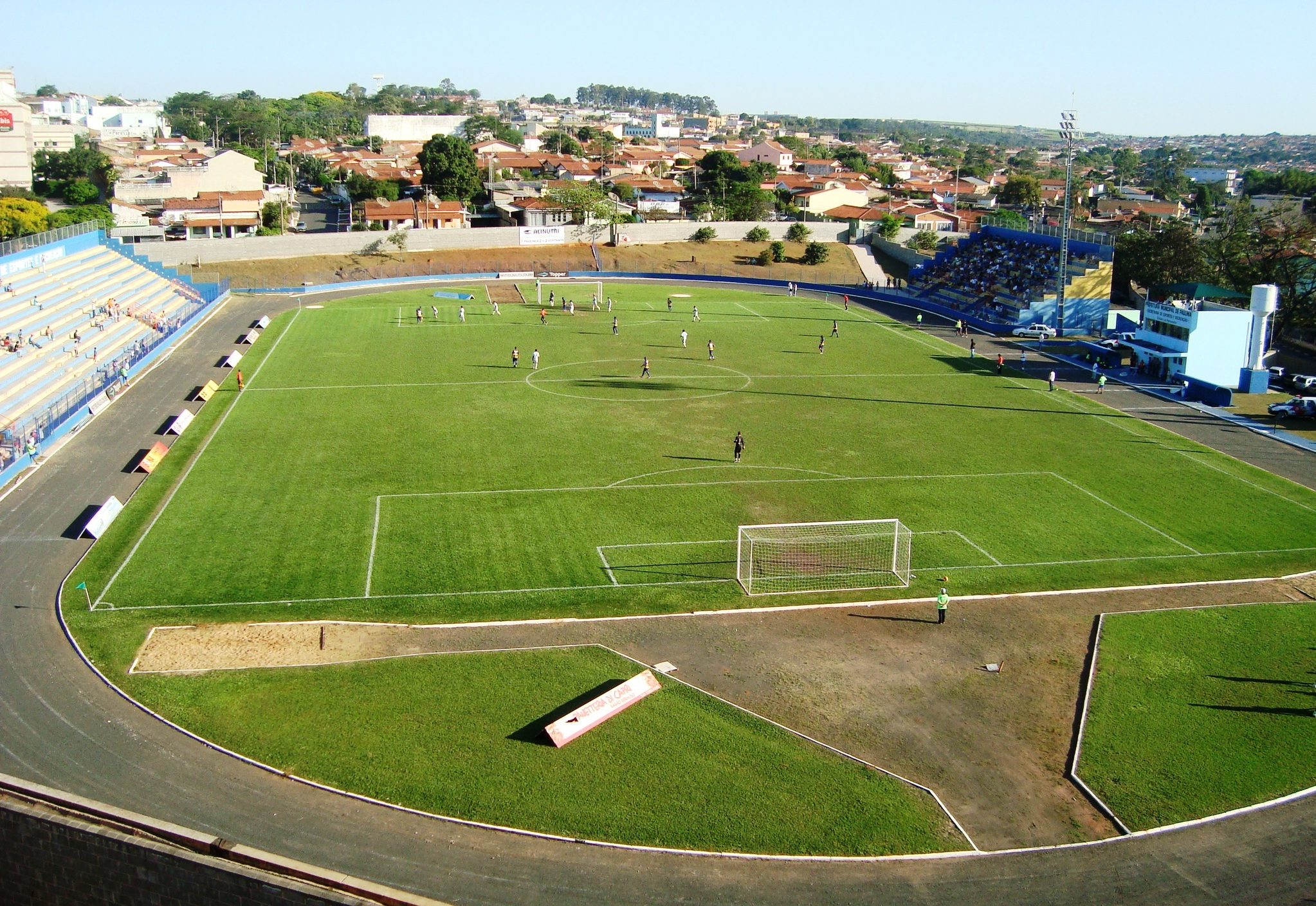
O Estádio Municipal Luís Perissinotto, com capacidade para 10 070 pessoas, é utilizado para partidas de futebol e local do mando de jogo do Paulínia.

Após a emancipação, o primeiro incentivo municipal para os esportes foi a criação do Comissão Municipal do Esporte pelo prefeito Vicente Amatte, em 1973. Após algum tempo, o órgão passou a ser subordinado ao Setor de Esportes e Turismo (Setur). Em 1976 o supervisor do Setur, Ary Rodriguez, criou os Jogos Desportivos dos Trabalhadores, que até hoje fazem sucesso na cidade.
Em 1993 o prefeito Edson Moura criou a SER (Secretaria de Esportes e Recreação). A partir daí vários projetos de incentivo à pratica de esportes foram desenvolvidas, como a participação em Jogos Regionais e nos Jogos Abertos do Interior. Em 2005 o município teve a melhor passagem pelos Jogos Abertos até aquela data: 3° lugar, atrás de Campinas e Araras. Outros eventos organizados pela SER são a gincana de férias, que vai para a sua XX edição; o Campeonato Municipal de Futsal, que vai para a sua edição de número XXV em 2010.

### Expansão econômica
Em 1968, o general Arthur Duarte Candal Fonseca, presidente da Petrobrás, anunciou a construção de uma refinaria de petróleo em Paulínia. As obras se iniciaram em 28 de fevereiro de 1969, no aniversário de cinco anos de emancipação, e a refinaria foi inaugurada em 12 de maio de 1972. Estavam presentes na cerimônia o presidente do Brasil, General Emílio Garrastazu Médici, o presidente da Petrobrás, Ernesto Geisel e o chefe do gabinete militar da presidência, General João Batista de Oliveira Figueiredo.
A Replan atraiu milhares de imigrantes para Paulínia, além de outras empresas, que transformaram Paulínia no maior complexo petroquímico da América Latina.

## A recente história paulinense

### A conurbação e a expansão urbana
O intenso crescimento urbano de Paulínia e cidades vizinhas provocou o efeito da conurbação. Esse efeito é mais forte na divisa de Paulínia com Sumaré, entre os bairros Bom Retiro (Paulínia) e Maria Antônia (Sumaré), na divisa com Americana, entre os bairros Parque da Represa (Paulínia) e Praia Azul (Americana), e na divisa com Campinas, entre os distritos de Betel e Barão Geraldo.
Paulínia tem crescimento territorial relevante. Em 1993 anexou o distrito campineiro de Betel, através de um plebiscito. Bairros como Granja Coavi, Viacava e parte do São José, João Aranha e Marieta Dian, que ficam em Cosmópolis e Americana também tendem a serem anexadas por Paulínia.